# SBD (航空機)
SBD ドーントレス 
 A-24 バンシー
飛行中のSBD-5
(1944年ないし45年撮影)
- 用途：急降下爆撃機、偵察機
- 分類：艦上爆撃機
- 設計者：エドワード・ヘンリー・ハイネマン
- 製造者：ダグラス・エアクラフト
- 運用者

  -  アメリカ合衆国
    -  アメリカ海軍
    -  アメリカ海兵隊

  -  イギリス
    -  イギリス海軍

  -  フランス
    -  自由フランス軍 ほか
- 初飛行：1940年5月1日
- 生産数：5,936機
- 生産開始：1940年
- 退役：1959年（メキシコ）
- 運用状況：退役

SBD ドーントレス（Douglas SBD Dauntless ）は、ダグラス社が開発し、第二次世界大戦期にアメリカ海軍で運用された偵察・爆撃機。
海軍型の愛称の「ドーントレス (dauntless)」とは、「恐れを知らない、勇敢な、不敵な、がまん強い、不撓不屈の」などを意味する形容詞である。陸軍向けにも製造され、A-24 バンシー（Douglas A-24 Banshee）として制式採用され、後にF-24と改称された（後述）が、陸軍型の愛称の「バンシー (Banshee)」は、スコットランドやアイルランドに伝わる女の妖精のことである。
第二次世界大戦を通じ、アメリカ海軍だけでなく陸軍や海兵隊でも運用された他、少数がイギリス海軍に供与されている。

## 特徴
機体形状はレシプロ単発軍用機として一般的なものであり、低翼配置の主翼と尾輪式の降着装置を持つ。フラップは穴空き式であり、ダイブブレーキを兼ねるようになっていた。エド・ハイネマン率いる設計チームは当初から引き込み脚を採用するなど、当時の急降下爆撃機としては画期的なスペックであった。ただし翼端の折り畳み機構は装備されておらず、これが艦載機としてのネックとなった。また、SBDは良好な運動性と強力な前方機銃を活かし、状況によっては戦闘機との空戦も行った。
新型艦上爆撃機SB2C ヘルダイヴァーが登場したが、SB2Cは海軍側の無茶な要求によって若干安定性と操縦性に難がある機体となった。そのため、引渡し後の部隊配備は進まなかった。一方、ドーントレスは電波航法装置や空中レーダーを装備した後期型のSBD-4が780機生産されてその一部はサッチ少佐の考案した艦隊防空システムであるビッグブルーブランケット構想の下で早期警戒機として運用され、その後もSBD-5、SBD-6と改良が加えられた。
母艦搭載の必要がない海兵隊は終戦間際まで本機を運用し、SBD-6のほとんどは海兵隊向けであった。その後、SB2Cの高性能化で母艦部隊は機種交換が進められ、ようやくSB2Cに道を譲り、終戦間際に生産が始まったAD スカイレイダー汎用攻撃機の登場でドーントレスはその姿を消す。しかし、SBDは第二次世界大戦中の全期間、現役状態であった。

## A-24
陸軍でもドイツ空軍の急降下爆撃機Ju 87 シュトゥーカの活躍に衝撃を受けてSBDの空母用装備を取り外したものが、A-24 バンシー (Banshee) として採用されている。総計953機のA-24が生産され、海軍でSBDが引退した後も使用され続けた。A-24は1948年の空軍独立時にも在籍しており、それらは攻撃機カテゴリ (A) の廃止と共に戦闘機カテゴリ (F) に移ってF-24と改称している。

## 歴史

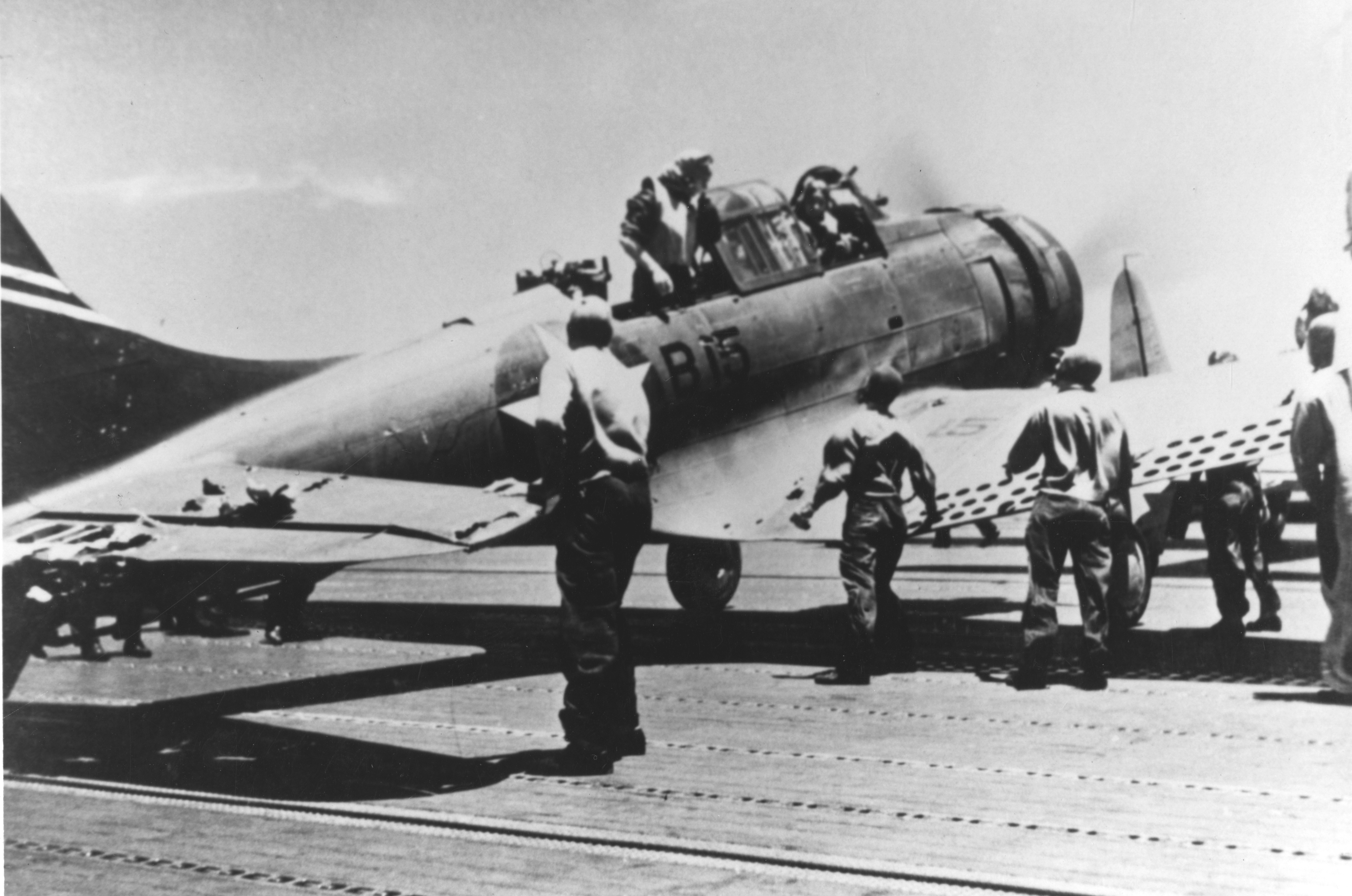
第6爆撃機隊のSBD-3。母艦は空母エンタープライズ (CV-6)だが、ヨークタウン (CV-5)に着艦。

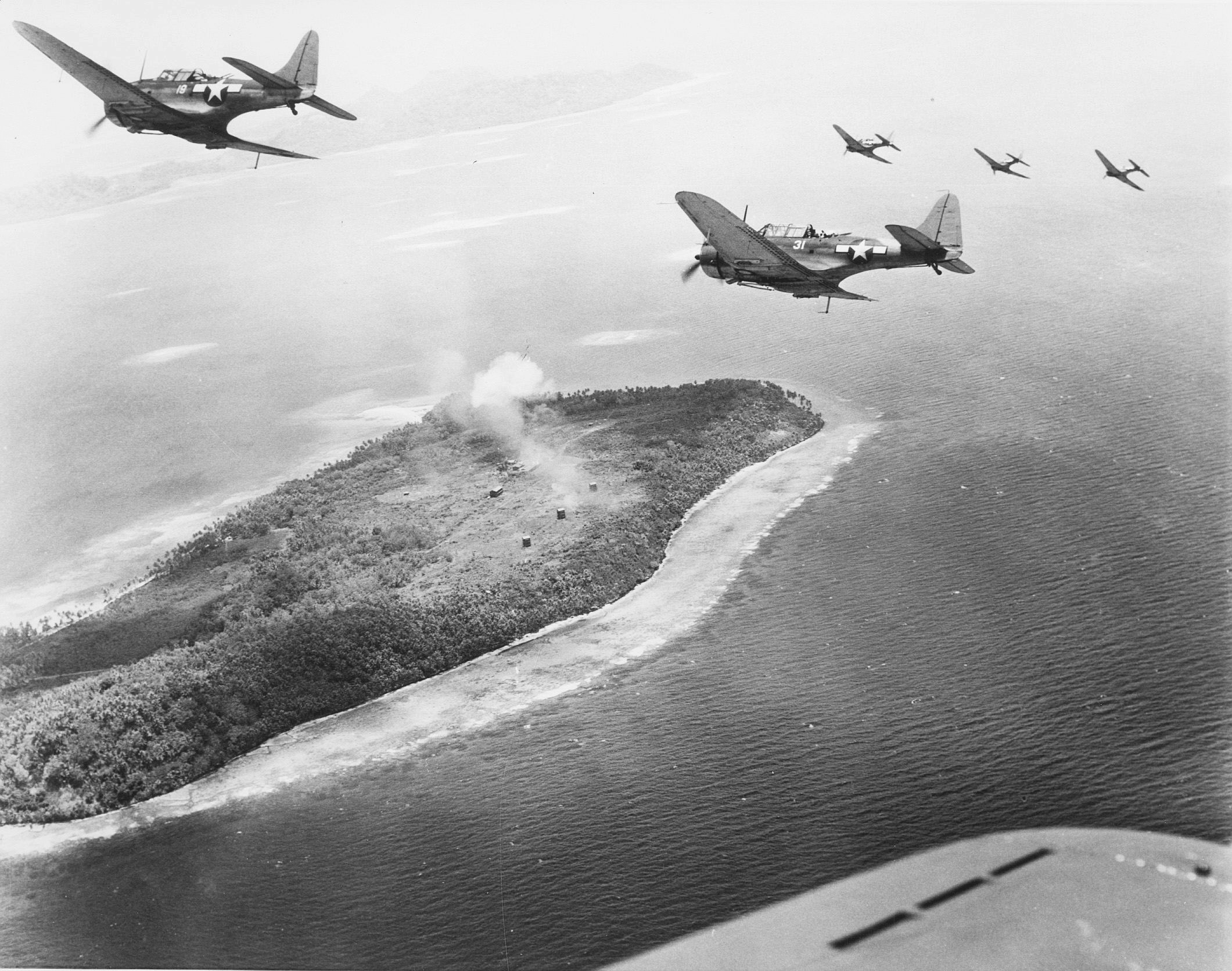
トラック諸島攻撃に参加するSBD

当初基本設計はノースロップ社でXBT-2の名称で行われていたが、ダグラス社が設計を引き継ぐこととなり、XSBD-1と名称が変更された。
1939年4月より初期型の海兵隊用SBD-1が57機、海軍用SBD-2が87機量産された。部隊配備は1940年に海兵隊から開始されている。しかし、欧州におけるドイツ空軍の急降下爆撃機Ju 87 スツーカに衝撃を受けた軍は性能が不十分であると判断し、エンジン・防弾性能・機銃攻撃力などに大幅な改良を加えた中期型のSBD-3を584機生産した。このSBD-3は同時期に使用された九九式艦上爆撃機と比較して速度、航続距離、武装、搭載量などはるかに凌ぐ性能であった。
1941年12月に開始した太平洋戦争で、最初にSBDを使用したのは、アメリカ陸軍であった。SBDの空母用装備を取り外したA-24がフィリピン・オーストラリア・ニューギニアの航空基地に配備され、南進する日本軍と戦闘を繰り広げた。
1942年5月、珊瑚海海戦でアメリカ海軍は初めてSBDを使用した。
1942年6月、ミッドウェー海戦においては、TBD、およびこれが初陣となる新型雷撃機TBF アベンジャーが戦果を挙げられずに日本機動部隊の直掩戦闘機に低空で撃墜され、全滅に近い損害を受ける中、クラレンス・マクラスキーおよびマックス・レズリーの率いる本機で構成された部隊が、高空から防空の隙を突いて同海戦に参加した日本機動部隊の4空母のうち「赤城」、「加賀」、「蒼龍」を同時に攻撃して撃沈し、残った「飛龍」も別に出撃した本機の部隊が撃沈して日本機動部隊主力の撃滅に貢献した。
8月7日、ガダルカナル島のアメリカ軍上陸部隊への攻撃に向かった台南海軍航空隊の零戦と第四航空隊の一式陸攻をアメリカ海軍の艦載機が迎撃した。SBDもこの戦闘に参加しており、後方旋回機銃で、SBDをF4Fと誤認して後方に回った坂井三郎の零戦を撃破している。
8月24日、第二次ソロモン海戦では、日本の空母「龍驤」を撃沈。「エンタープライズ」の索敵機として日本の機動部隊を発見した。そのまま「翔鶴」に対して急降下爆撃を行うが、命中しなかった。
10月、南太平洋海戦では索敵機として日本より先に敵機動部隊を発見する。そのまま急降下爆撃を行い、空母「瑞鳳」の甲板に命中させ、戦線離脱させた。その後、攻撃隊として空母「翔鶴」と重巡洋艦「筑摩」を大破させた。

## 諸元
| 機体名       | SBD-5                                                                              | SBD-5                                                                              | SBD-5                                                                              |
| ------------ | ---------------------------------------------------------------------------------- | ---------------------------------------------------------------------------------- | ---------------------------------------------------------------------------------- |
| 全長         | 33ft 1.25in (10.09 m)                                                              | 33ft 1.25in (10.09 m)                                                              | 33ft 1.25in (10.09 m)                                                              |
| 全幅         | 41ft 6.3125in (12.66m)                                                             | 41ft 6.3125in (12.66m)                                                             | 41ft 6.3125in (12.66m)                                                             |
| 全高         | 12ft 11in (3.94m)                                                                  | 12ft 11in (3.94m)                                                                  | 12ft 11in (3.94m)                                                                  |
| 翼面積       | 325ft2 (30.19m2)                                                                   | 325ft2 (30.19m2)                                                                   | 325ft2 (30.19m2)                                                                   |
| 空虚重量     | 6,533lbs (2,963kg)                                                                 | 6,533lbs (2,963kg)                                                                 | 6,533lbs (2,963kg)                                                                 |
| プロペラ     | ブレード3枚 直径10ft 10in (3.30m)                                                  | ブレード3枚 直径10ft 10in (3.30m)                                                  | ブレード3枚 直径10ft 10in (3.30m)                                                  |
| エンジン     | Wright R-1820-60 (1,200Bhp) ×1                                                     | Wright R-1820-60 (1,200Bhp) ×1                                                     | Wright R-1820-60 (1,200Bhp) ×1                                                     |
| 武装         | .50 AN/M2 12.7mm機関銃 ×2 (弾数計360発) + .30 AN/M2 7.62mm機関銃×2 (弾数計2,000発) | .50 AN/M2 12.7mm機関銃 ×2 (弾数計360発) + .30 AN/M2 7.62mm機関銃×2 (弾数計2,000発) | .50 AN/M2 12.7mm機関銃 ×2 (弾数計360発) + .30 AN/M2 7.62mm機関銃×2 (弾数計2,000発) |
| 外部兵装     | 爆弾槽：1,600/1,000/500lbs爆弾×1、650/325lbs爆雷×1 翼下：325/100lbs爆弾×2          | 爆弾槽：1,600/1,000/500lbs爆弾×1、650/325lbs爆雷×1 翼下：325/100lbs爆弾×2          | 爆弾槽：1,600/1,000/500lbs爆弾×1、650/325lbs爆雷×1 翼下：325/100lbs爆弾×2          |
| ミッション   | BOMBER(1)                                                                          | BOMBER(2)                                                                          | BOMBER(3)                                                                          |
| 離陸重量     | 10,403lbs (4,719kg)                                                                | 10,701lbs (4,854kg)                                                                | 10,439lbs (4,735kg)                                                                |
| 戦闘重量     | 10,403lbs (4,719kg)                                                                | 9,903lbs (4,492kg)                                                                 | 10,439lbs (4,735kg)                                                                |
| 搭載燃料     | 離陸重量：254gal (961ℓ) 戦闘重量：254gal (961ℓ)                                    | 離陸重量：370gal (1,401ℓ) 戦闘重量：254gal (961ℓ)                                  | 離陸重量：165gal (625ℓ) 戦闘重量：165gal (625ℓ)                                    |
| 携行装備     | 1,000lbs爆弾×1                                                                     | 500lbs爆弾×1                                                                       | 1,600lbs爆弾×1                                                                     |
| 最高速度     | 252mph/13,800ft (406km/h 高度4,206m)                                               | 248mph/15,700ft (399km/h 高度4,785m)                                               | 244mph/15,700ft (393km/h 高度4,785m)                                               |
| 上昇能力     | 1,700ft/m (8.64m/s)                                                                | 1,400ft/m (7.11m/s)                                                                | 1,280ft/m (6.50m/s)                                                                |
| 実用上昇限度 | 24,300ft (7,407m)                                                                  | 25,100ft (7,650m)                                                                  | 24,000ft (7,315m)                                                                  |
| 航続距離     | 1,115st.mile (1,794km)                                                             | 1,345st.mile (2,165km)                                                             | 680st.mile (1,094km)                                                               |
| ミッション   | SCOUT                                                                              | ROCKET                                                                             | FERRY                                                                              |
| 離陸重量     | 10,148lbs (4,603kg)                                                                | 10,700lbs (4,853kg)                                                                | 9,340lbs (4,237kg)                                                                 |
| 戦闘重量     | 9,352lbs (4,242kg)                                                                 | 10,700lbs (4,853kg)                                                                | ―                                                                                  |
| 搭載燃料     | 離陸重量：370gal (1,401ℓ) 戦闘重量：254gal (961ℓ)                                  | 離陸重量：254gal (961ℓ) 戦闘重量：254gal (961ℓ)                                    | 離陸重量：370gal (1,401ℓ)                                                          |
| 携行装備     | ―                                                                                  | 500lbs爆弾×1 + A.R.8                                                               | ―                                                                                  |
| 最高速度     | 255mph/15,700ft (410km/h 高度4,785m)                                               | 230mph/15,700ft (370km/h 高度4,785m)                                               | ―                                                                                  |
| 上昇能力     | 1,550ft/m (7.87m/s)                                                                | 1,190ft/m (6.05m/s)                                                                | ―                                                                                  |
| 実用上昇限度 | 26,100ft (7,955m)                                                                  | 23,200ft (7,071m)                                                                  | ―                                                                                  |
| 航続距離     | 1,565st.mile (2,519km)                                                             | 840st.mile (1,352km)                                                               | 1,680st.mile (2,704km)                                                             |

## 各型
XBT-1
ノースロップ社の試作艦上爆撃機。
BT-1
アメリカ海軍向け生産型
XBT-2
BT-1のエンジンと機体構造を改良したSBDの原型機。ノースロップ社がダグラス社エル・セガンド事業部になったため、XSBD-1の呼称に変更。
SBD-1
アメリカ海兵隊用生産型。機首に7.7mm機銃2丁、後席に7.7mm旋回機銃1-2挺装備。
SBD-1P
偵察機型。
SBD-2
SBD-1のアメリカ海軍用生産型。燃料搭載量が増加している。
SBD-2P
偵察機型。
SBD-3
機首の機銃を12.7mm2挺へ、防弾タンクと防弾鋼板を装備。エンジンをライトR-1820-52(1,000hp)へ変更。
SBD-3A
アメリカ陸軍用のA-24の海軍呼称。
SBD-3P
偵察機型。
SBD-4
電気系統を6Vから12Vへ変更。
SBD-4A
アメリカ陸軍用のA-24Aの海軍呼称。
SBD-4P
偵察機型。
SBD-5
エンジンをライトR-1820-60(1,200hp)へ変更。
SBD-5A
アメリカ陸軍用のA-24Bの海軍呼称。
SBD-6
エンジンをライトR-1820-66(1,350hp)へ変更。
A-24
アメリカ陸軍用のSBD-3型。
A-24A
アメリカ陸軍用のSBD-4型。
A-24B
アメリカ陸軍用のSBD-5型。

## 運用国
- アメリカ合衆国
- ニュージーランド - 空軍が3形式68機
- フランス - 自由フランス空軍とフランス海軍が少数機
- イギリス - 海軍が1形式9機
- メキシコ - メキシコ空軍が1形式を少数機使用した。この内、メキシコ空軍は1959年まで本機を使用し、最後の本機使用国となった。

## 現存する機体
番号欄の5桁の数字は、海軍航空局（BuAer）による番号（BuNo.）であり、ハイフンのある数字は米国陸軍航空軍登録番号（AAF Serial No.）である。
| 型名        | 番号等                             | 機体写真 | 所在地                                              | 所有者                                              | 公開状況 | 状態     | 備考 |
| ----------- | ---------------------------------- | -------- | --------------------------------------------------- | --------------------------------------------------- | -------- | -------- | --- |
| SBD-1       | 01612                              | 写真     | アメリカ合衆国 カリフォルニア州サンディエゴ         | 飛行海兵航空博物館                                  | 公開     | 修復中   | |
| SBD-2       | 02106 632                          |          | アメリカ合衆国 フロリダ州ペンサコーラ               | 国立海軍航空博物館                                  | 公開     | 静態展示 | 真珠湾攻撃の際の邀撃や、ミッドウェー海戦へと参加した機体。                                                                                                 |
| SBD-2       | 02137                              |          | アメリカ合衆国 ミシガン州カラマズー                 | エア・ズー航空宇宙科学博物館                        | 公開     | 修復中   | |
| SBD-3       | 06508 1245                         |          | アメリカ合衆国 ルイジアナ州ニューオーリンズ         | 国立第二次世界大戦博物館                            | 公開     | 静態展示 | |
| SBD-3       | 06583 1351                         | 写真     | アメリカ合衆国 ヴァージニア州トライアングル         | 国立海兵隊博物館                                    | 公開     | 静態展示 | |
| SBD-3       | 06624 1439                         |          | アメリカ合衆国 ミシガン州カラマズー                 | エア・ズー航空宇宙科学博物館                        | 公開     | 静態展示 | SBD-2 02106号機が保存されている、海軍航空博物館からの貸出品。                                                                                              |
| SBD-3       | 06694 1509                         |          | アメリカ合衆国 テキサス州コーパスクリスティ         | 航空母艦レキシントン(CV-16)博物館                   | 公開     | 静態展示 | SBD-2 02106号機が保存されている、海軍航空博物館からの貸出品。旧塗装                                                                                        |
| SBD-4       | 06833 1708                         |          | アメリカ合衆国 フロリダ州ペンサコーラ               | 海軍航空博物館                                      | 公開     | 静態展示 | 損壊した状態で展示されている。 |
| SBD-4       | 06853 NZ5037 (RNZAF) 1728          | 写真     | ニュージーランド カンタベリー地方クライストチャーチ | ニュージーランド空軍博物館                          | 公開     | 静態展示 | 損壊した状態で展示されている。 |
| SBD-4       | 06900 1775                         |          | アメリカ合衆国 カリフォルニア州サンディエゴ         | サンディエゴ航空宇宙博物館                          | 公開     | 静態展示 | SBD-2 02106号機が保存されている、海軍航空博物館からの貸出品。                                                                                              |
| SBD-4       | 10508 2468                         |          | アメリカ合衆国 カリフォルニア州アトウォーター       | キャッスル航空博物館                                | 公開     | 修復中   | |
| SBD-4       | 10518 2478 N4864J                  |          | アメリカ合衆国 カリフォルニア州チノ                 | ヤンクス航空博物館                                  | 公開     | 飛行可能 | |
| SBD-4       | 10575 2565                         |          | アメリカ合衆国 イリノイ州シカゴ                     | シカゴ・ミッドウェイ国際空港                        | 公開     | 静態展示 | |
| SBD-4       | 10694 2694 N34N                    |          | アメリカ合衆国 カリフォルニア州キャメロンパーク     | ヴァルチャーズ・ロー・エイヴィエーション社          | 修復中   | 静態展示 | ヴァルチャーズ・ロー・エイヴィエーションによって 飛行可能な状態へと復元中。ワシントン州ベルビューにおいて、飛行登録ナンバーN34Nを取得し、LCCと認定された。 |
| SBD-5       | 28536 NZ5062 (RNZAF) 3883 N670AM   |          | アメリカ合衆国 カリフォルニア州チノ                 | プレーンズ・オブ・フェイム航空博物館(POFAM)         | 公開     | 飛行可能 | 定期的に開催される、POFAM主催のチノ・エアショーで 展示飛行を披露している。                                                                                 |
| SBD-5       | 36173                              | 写真     | アメリカ合衆国 サウスカロライナ州マウントプレザント | ペイトリオッツ・ポイント海軍海事博物館              | 公開     | 静態展示 | |
| SBD-5       | 36176                              |          | アメリカ合衆国 カリフォルニア州パームスプリングス   | パームスプリングス航空博物館                        | 公開     | 静態展示 | |
| SBD-5       | 36177 4816                         |          | アメリカ合衆国 ハワイ州フォード島                   | 真珠湾航空博物館                                    | 公開     | 静態展示 | |
| SBD-5       | 36291 4930                         |          | アメリカ フロリダ州タイタスヴィル                   | ヴァリアント航空軍団株式会社ウォーバード博物館      | 公開     | 静態展示 | |
| SBD-5       | 54532 NL82GA                       |          | アメリカ合衆国ジョージア州ピーチツリー              | 記念空軍(CAF)                                       | 公開     | 飛行可能 | |
| SBD-6       | 54605                              |          | アメリカ合衆国ワシントンD.C.                        | 国立航空宇宙博物館                                  | 公開     | 静態展示 | |
| SBD-6       | 54654                              |          | アメリカ合衆国 カリフォルニア州サンディエゴ         | 航空母艦ミッドウェイ博物館                          | 公開     | 静態展示 | |
| A-24A-DE    | 42-60817 2351 N5254L               | 写真     | アメリカ合衆国 オレゴン州マドラス                   | エリクソン航空機コレクション                        | 公開     | 飛行可能 | |
| A-24B-10-DT | 42-54582 17421                     |          | アメリカ合衆国 オハイオ州デイトン                   | 国立アメリカ空軍博物館                              | 公開     | 静態展示 | |
| A-24B-10-DT | 42-54593 17432                     |          | アメリカ合衆国 カリフォルニア州チノ                 | プレーンズ・オブ・フェイム航空博物館                | 公開     | 保管中   | |
| A-24B-10-DT | 42-54643 17482                     |          | アメリカ合衆国 フロリダ州ポーク                     | ファンタジー・オブ・フライト ゴールデンヒル保管施設 | 公開     | 修復中   | |
| A-24B-15-DT | 42-54654 17493                     |          | アメリカ合衆国 アリゾナ州トゥーソン                 | ピマ航空宇宙博物館                                  | 公開     | 静態展示 | |
| A-24B-15-DT | 42-54682 BID 2529(FAM) 17521 N93RW |          | アメリカ合衆国 テキサス州ガルベストン               | ローンスター飛行博物館                              | 公開     | 飛行可能 | |
| SBD-?       | 不明                               |          | ソロモン諸島 ガダルカナル州                         | ヴィル戦争博物館 (Vilu War Museum)                  | 公開     | 静態展示 | |
| レプリカ    |                                    |          | アメリカ カリフォルニア州                           | ザ・プラウド・バード・レストラン                    | 公開     | 静態展示 | 左記レストランは、第二次世界大戦時の航空機の精巧なレプリカを各種展示している。                                                                             |